# Rothschildia
O gênero Rothschildia, conhecido como borboletas-espelho, é integrante da família Saturniidae.
Foi descrita por Grote, em 1897, e tem um total de 25 espécies descritas. 
O gênero tem distribuição neotropical, sendo encontrada desde a América do Norte até a Argentina.

## Características
O nome comum, borboleta-espelho, foi dado por Monte (1928), por conta da característica marcante de  áreas transparentes encontradas nos dois pares de asas, de aspecto geralmente triangular nas asas anteriores e arredondado nas posteriores, apresentando-se sempre mais largos e arredondados nas fêmeas, além de colares pro e metatoráxico, de coloração variável.
Inclui representantes de grande porte, com hábitos noturnos e coloração de várias tonalidades de castanho, possuem antenas quadripectinadas em ambos sexos e rudimentos mandibulares ligeiramente salientes.
Seus olhos são grandes, como todos os membros da família Saturniidae, mas são ligeiramente reduzidos, de modo que a distância entre os olhos seja metade do comprimento de um olho ou mais. A redução dos olhos foi relacionada a hábitos diurnos ou crepusculares.

## Espécies
- Rothschildia amoena Jordan, 1911
- Rothschildia anikae Brechlin & Meister, 2010
- Rothschildia arethusa (Walker, 1855)
- Rothschildia aricia (Walker, 1855)
- Rothschildia aurota (Cramer, 1775)
- Rothschildia belus (Maassen, 1873)
- Rothschildia chiris W. Rothschild, 1907
- Rothschildia cincta (Tepper, 1883)
- Rothschildia condor (Staudinger, 1894)
- Rothschildia erycina (Shaw, 1796)
- Rothschildia forbesi Benjamin, 1934
- Rothschildia hesperus (Linnaeus, 1758)
- Rothschildia hopfferi (C. & R. Felder, 1859)
- Rothschildia interaricia Brechlin & Meister, 2010
- Rothschildia jacobaeae (Walker, 1855)
- Rothschildia jorulla (Westwood, 1854)
- Rothschildia jorulloides (Dognin, 1895)
- Rothschildia lebeau (Guerin-Meneville, 1868)
- Rothschildia maurus (Burmeister, 1879)
- Rothschildia orizaba (Westwood, 1854)
- Rothschildia paucidentata Lemaire, 1971
- Rothschildia prionia W. Rothschild, 1907
- Rothschildia renatae Lampe, 1985
- Rothschildia roxana Schaus, 1905
- Rothschildia schreiteriana Breyer & Orfila, 1945
- Rothschildia triloba W. Rothschild, 1907
- Rothschildia tucumani (Dognin, 1901)
- Rothschildia xanthina Rothschild, 1907
- Rothschildia zacateca (Westwood, 1854)